# Ernest Cole

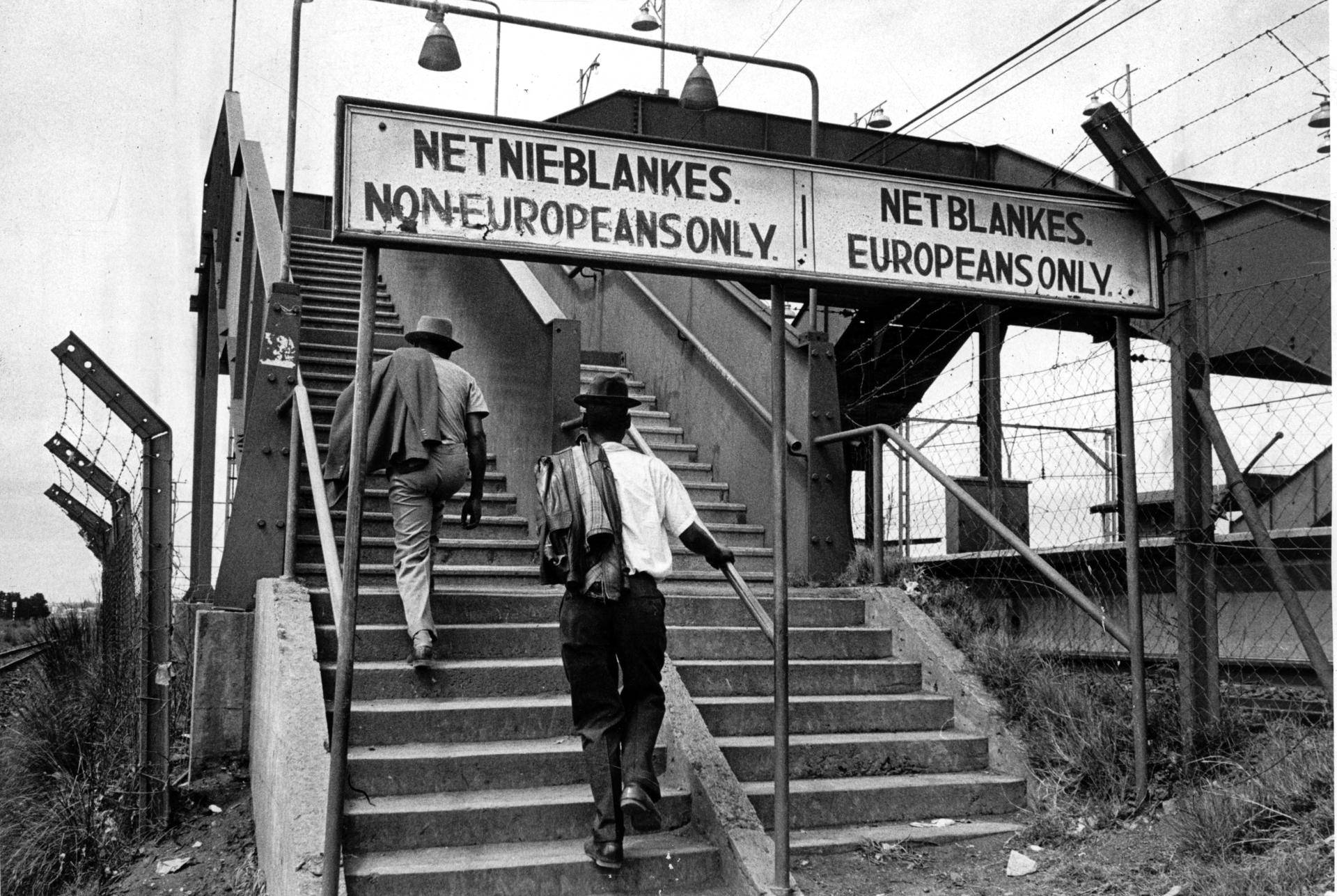
Tågstation i Sydafrika 1972.

Ernest Levi Tsoloane Cole, född Kole den 21 mars 1940 i Eersterust i Pretoria, död 19 februari 1990 i New York, var en sydafrikansk fotograf.

## Livet
Ernest Coles far var skräddare och hans mor tvätterska. Han slutade i skolan i förtid efter det att Bantu Education Act hade trätt i kraft, och slutförde i stället sin skolexamen genom korrespondensundervisning. Han började fotograferna som ung, och fick en egen kamera på 1950-talet av en katolsk präst. Han sökte arbete på tidskriften Drum 1958, och anställdes som assistent till bildredaktören Jürgen Schadeberg. Han påbörjade då också en korrespondenskurs på New York Institute of Photography. 
Under arbetet på Drum kom Ernest Cole i kontakt med andra talangfulla unga svarta sydafrikaner: journalister, fotografer, jazzmusiker och poilitiska ledare inom den växande anti-apartheidrörelsen, och radikaliserades politiskt. Han bestämde sig då för att genomföra ett fotoprojekt för att dokumentera apartheids ondska och dess vardagliga sociala effekter. Under genomförandet av detta projekt arbetade han på tidningen Bantu World, som senare namnändrades tillThe World och ännu senare till The Sowetan.
I samband med att ansökte om att få lämna landet, omklassificerades han till "färgad" och kunde därmed få tillstånd att resa till New York 1966 och medförde i hemlighet foton. Han visade sin kollektion för Magnum Photos, vilket ledde till ett publiceringsavtal med Random House. Boken, House of Bondage utkom i USA 1967 och bannlystes i Sydafrika.
Han fick senare ett stipendium från Ford Foundation för att ge ut en andra bok, A study of the Negro family in the rural South and the Negro family in the urban ghetto. Någon bok publicerades inte, trots att han tog ett antal bilder för den.
Cole flyttade senare till Sverige, där han arbetade som filmare. Under denna period ställde han bland annat ut på Liljevalchs (1970) och Göteborgs Konsthall (1971). Hasselblad Center har en stor samling av hans bilder, men äganderätten till dessa 504 fotografier är omtvistad. En samling på 60 000 negativ hittades i ett bankfack i Stockholm och lämnades till Ernst Cole-stiftelsen i april 2018.